# Animator.ru
Animator.ru (روسی: Аниматор.ру) نام یک وبسایت روسی است که اطلاعات جامعی دربارهٔ فیلم‌ها، هنرمندان و استودیوهای پویانماییِ روسیه، اتحاد جماهیر شوروی و کشورهای مستقل مشترک‌المنافع ارائه می‌کند.
این وبگاه همچنین دارای انجمن‌های اینترنتی، بخش خبری، نگارخانه و آلبوم عکس و یک بخش کاریابی برای انیماتورهاست و با حمایت مالی «آژانس دولتی مطبوعات و رسانه‌های جمعی جمهوری فدارتیو روسیه» بنیان نهاده شده‌است.
نخستین اطلاعات ثبت‌شده در این وبگاه مربوط به سال ۱۹۱۲ میلادی (فیلم‌های لادیسلاس استارویچ) است.
نمایه استنادی این وبسایت در یاندکس، ۱۷۰۰ است.